# Turm der Arkade

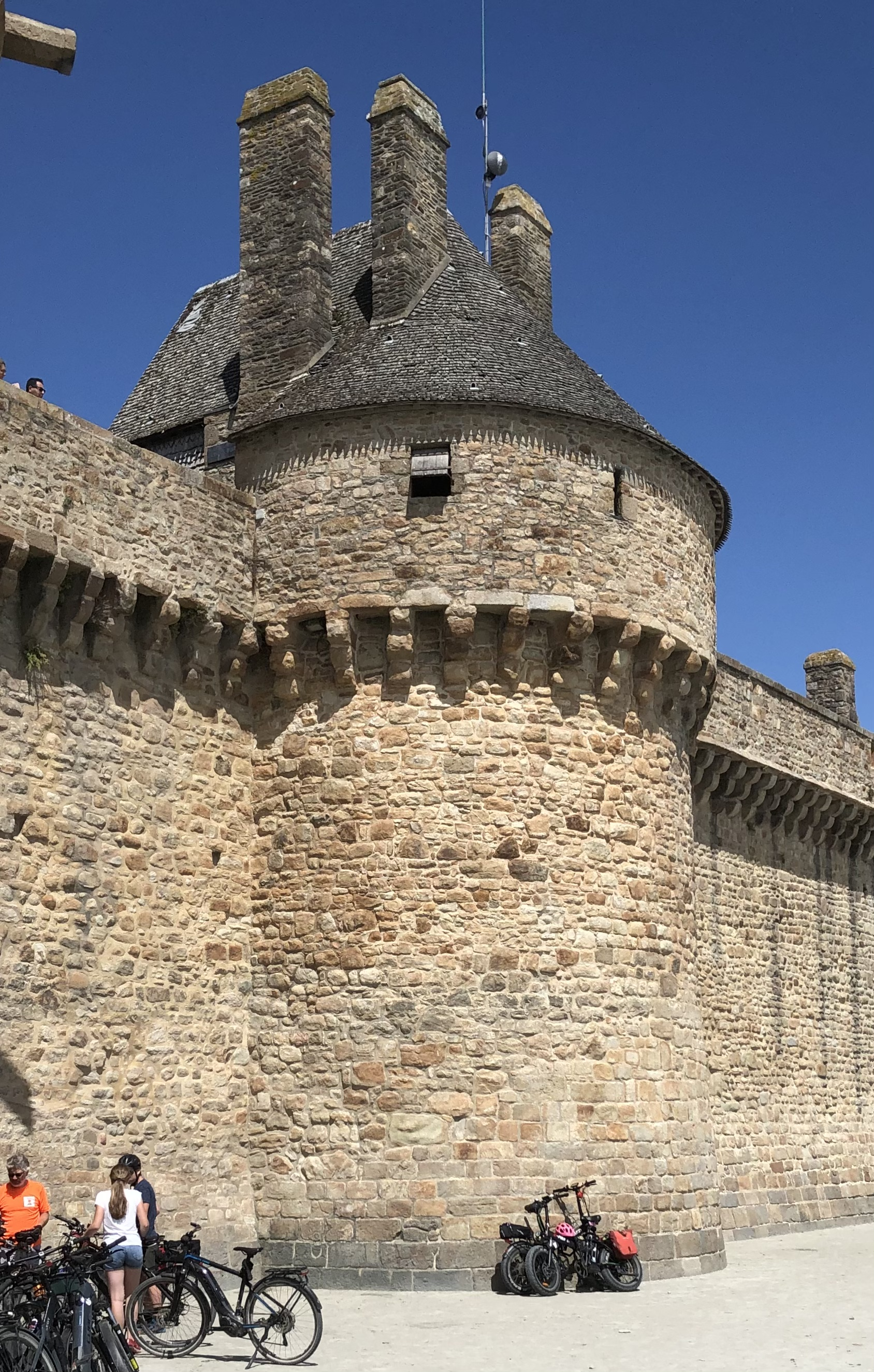
Turm der Arkade, Blick von Südwesten, 2022

Der Turm der Arkade (französisch Tour de L’Arcade oder Tour de L’Escadre) ist ein Turm der Stadtbefestigung Mont-Saint-Michel in der Gemeinde Le Mont-Saint-Michel in Frankreich.
Der Turm befindet sich an der Südseite des Mont Saint-Michel. Etwas weiter westlich steht der Königsturm, östlich befand sich der nicht mehr bestehende Turm Denis. 
Der Turm entstand in der Zeit zwischen 1417 und 1425. Er wird von einem kegelförmigen Dach bedeckt. Die Schießscharten des Turms wurden zugemauert. Nach Norden zur Straße Grand Rue hin, schließt sich ein kleiner Wachturm an. 1879 wurde vom Festland aus ein Fahrdamm durch die Bucht errichtet, der genau auf die schmale Stelle zwischen Königsturm und Turm der Arkade zulief, zwischenzeitlich jedoch durch die Brücke zum Mont Saint-Michel ersetzt wurde.